# Chorinaeus gratus
Chorinaeus gratus là một loài tò vò trong họ Ichneumonidae.